# Bignona
Bignona – miasto w południowym Senegalu, u zbiegu trasy transgambijskiej z główną drogą łączącą gambijską stolicę Bandżul z położonym 85 km dalej na południe od Bignony Ziguinchorem. W mieście częściowo zachowała się stara kolonialna zabudowa.